# Bernd Desinger

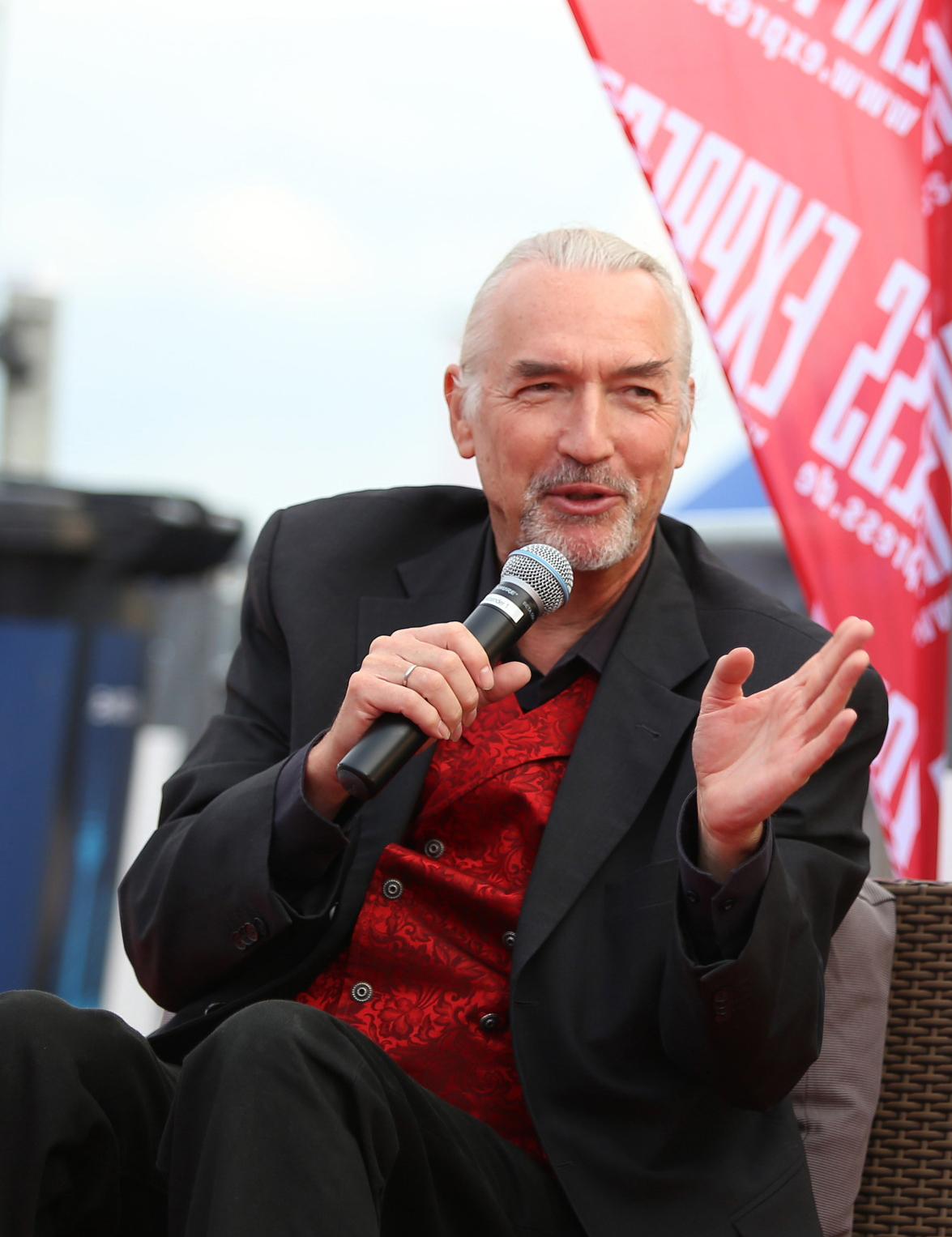
Bernd Desinger bei einer Talkshow 2019, Foto: Ingo Lammert.

Bernd Desinger (* 23. Januar 1962) ist ein deutscher Schriftsteller und Filmmuseumsleiter. Er ist vor allem bekannt als Autor der „Doppelweg“-Trilogie. Nach seiner Tätigkeit für das Goethe-Institut wurde er 2009 Direktor des Filmmuseums Düsseldorf.

## Leben
Bernd Desinger studierte Deutsche Sprache und Literatur, Geschichte, Psychologie und Film. Viele Jahre beim Goethe-Institut tätig, lebte und arbeitete er unter anderem in Toronto, München und Los Angeles. Seit 2009 leitet er das Filmmuseum Düsseldorf.

## Schriftstellerisches Werk
Als Romanautor trat Bernd Desinger zum ersten Mal mit dem surrealen Thriller Der Schütze an die Öffentlichkeit. Als Nächstes folgte mit Unhadronische Materie eine Auswahl von Liedtexten und Gedichten des früheren Rockmusikers. 2012 erschien die Erstausgabe von Arthurs Entführung um vier junge Leute auf der weltumspannenden Suche nach ihrem unter mysteriösen Umständen verschwundenen Freund. Eine Sammlung von 365 Aphorismen und Sinnsprüchen unter dem Titel ... durch’s Jahr kommen wurde 2013 veröffentlicht. Im ins Jahr 2032 gesetzten Zukunftsroman ZZZ – Zeltstadt Zeche Zollverein (2015) geht es um die Aufklärung eines Mordes vor dem Hintergrund einer verheerenden Altersarmut in Deutschland.
Arthurs Entführung erschien 2017 neu im Droste Verlag, der inzwischen die gesamte „Doppelweg“-Trilogie veröffentlicht hat. Auf den zweiten Band unter dem Titel Der Sturz in den Strom folgte 2019 Die Runde der Raben. Die Arbeiten an dem vielschichtigen Werk, in dem sich Abenteuer- und Reiseerzählung mit Bildungs- und Entwicklungsroman verbinden, erstreckten sich über einen Zeitraum von 13 Jahren. Die Trilogie über Freundschaft und Selbstfindung ist auch eine moderne Adaption der Artussage.
Häufig wiederkehrend in Desingers Werk sind, ähnlich wie beim Magischen Realismus, von den Protagonisten selbst kaum wahrgenommene Übergänge zwischen Wirklichkeit und surrealen Zwischenwelten sowie Wechsel zwischen verschiedenen Zeitzonen. Der Autor verwendet eine filmische Schreibweise.
Als Herausgeber und Co-Autor von Sachbüchern hat Bernd Desinger überwiegend im Bereich Film veröffentlicht.

## Goethe-Institut und Filmmuseum Düsseldorf
Seit 1990 beim Goethe-Institut war Bernd Desinger als Entsandter in Toronto und in der Münchner Zentrale vorwiegend für die Bereiche Film und Fernsehen tätig. 1998 produzierte er die vielbeachtete Tournee der Hamburger Rockband Die Sterne durch die USA, Kanada und Mexiko. 2002 wurde er Leiter der Zentrale Bonn des Goethe-Instituts (ehemals Inter Nationes), er führte gleichzeitig den Bereich „Audiovisuelle Medien“. 2005 wurde er Direktor des Goethe-Instituts Los Angeles, gründete dort mit der American Cinematheque 2007 das Filmfest „German Currents“ und moderierte eine beliebte Film-Talkshow. Besondere Aufmerksamkeit fanden auch von ihm entwickelte Programmformate an der Schnittstelle zwischen Wissenschaft und Kultur zu Themen wie „Science und Science Fiction“, „Stürme, Beben, Klimawechsel“ oder zur Renaturierung des Los Angeles River nach dem Vorbild der Isar. Seit 2009 leitet Bernd Desinger das Filmmuseum Düsseldorf. Neben dem vielseitigen Programm des hauseigenen Kinos „Black Box“ erzielen insbesondere die von ihm initiierten und mitkuratierten Sonderausstellungen nationales und internationales Aufsehen.

## Veröffentlichungen (Auswahl)

### Belletristik
- Die Runde der Raben. Der Doppelweg. Drittes Buch. Droste, Düsseldorf 2019, ISBN 978-3770020591.
- Der Sturz in den Strom. Der Doppelweg. Zweites Buch. Droste, Düsseldorf 2018, ISBN 978-3770020423.
- Arthurs Entführung. Der Doppelweg. Erstes Buch. Droste, Düsseldorf 2012/2017, ISBN 978-3770020416.
- ZZZ – Zeltstadt Zeche Zollverein. Zukunftsroman. Grupello Verlag, Düsseldorf 2015, ISBN 978-3899782448.
- ... durch’s Jahr kommen. 365 Aphorismen und Sinnsprüche. Mit einem Zusatzaphorismus für Schaltjahre. Grupello Verlag, Düsseldorf 2013, ISBN 978-3899781885.
- Unhadronische Materie. Rocklyrik und Gedichte. Dt./Engl., mit einem Vorwort von Ranga Yogeshwar. Wiesenburg Verlag, Schweinfurt 2006, ISBN 978-3939518129.
- Der Schütze. Roman. Wiesenburg Verlag, Schweinfurt 2006, ISBN 978-3937101811.

### Sachbücher
- Animation und Avantgarde. Lotte Reiniger und der absolute Film. Universitätsstadt Tübingen, Fachbereich Kunst und Kultur, Tübingen 2015, ISBN 978-3941818279.
- Fürsten der Finsternis. Vampirkult im Film. belleville Verlag, München 2013, ISBN 978-3943157178.
- Der Schatz im Silbersee. Der Mythos des amerikanischen Westens in Deutschland. Dt./Engl. Landeshauptstadt Düsseldorf: Filmmuseum, Düsseldorf 2011, ISBN 9783981453300.
- Deutschland im Fadenkreuz. Die Kriminalserien „Tatort“ und „Polizeiruf 110“. Goethe-Institut, München 2002.
- Stell' die Verbindung her. Begleitbuch zum Video Rock auf Deutsch – Die Sterne in North America. AATG, Cherry Hill, N.J. 1999, ISBN 0-942017-64-1.
- Lindenstrasse im Deutschunterricht. Arbeitsmaterialien zu sechs Folgen der Serie. Goethe-Institut, Toronto 1996 (Ausgabe USA/Kanada), International 1999, ISBN 0-9681394-1-8.

## Ausstellungen (Auswahl)
- Fantastische Welten, perfekte Illusionen. Visuelle Effekte im Film. Filmmuseum Düsseldorf, 2018/2019
- Düsseldorf im Filmfieber. Filmmuseum Düsseldorf, 2017
- Animation und Avantgarde. Lotte Reiniger und der absolute Film. Filmmuseum Düsseldorf, 2015/2016
- Visionen und Alpträume. Die Stadt der Zukunft im Film. Filmmuseum Düsseldorf, 2014
- Fürsten der Finsternis. Vampirkult im Film. Filmmuseum Düsseldorf, 2013
- Magie von Licht und Schatten. Filmmuseum Düsseldorf, 2012
- Der Schatz im Silbersee. Der Mythos des amerikanischen Westens in Deutschland. Filmmuseum Düsseldorf, 2011
- Im Fadenkreuz: 40 Jahre Tatort. Filmmuseum Düsseldorf, 2010
- Roman Polanski – Regisseur und Schauspieler. Filmmuseum Düsseldorf, 2009